# Creu de Guerra 1939-1945
La Creu de Guerra 1939-1945 (francès: Croix de Guerre 1939-1945) és una condecoració militar francesa destinada a distingir persones (civils i militars), unitats, ciutats o institucions que hagin estat objecte d'una citació per actes de guerra durant la Segona Guerra Mundial.
Quan s'atorga de manera col·lectiva, apareix a l'estendard de la unitat. Quan s'atorga per segon cop, s'atorga la fourragère (cordó) de la Croix de Guerre: els soldats d'aquella unitat llueixen un cordó a l'espatlla (els que estaven assignats de forma permanent en el moment de la concessió el llueixen sempre; el personal temporer només el llueix mentre serveixi en aquella unitat).

## Història
Els fets del període 1939-1945 van provocar la creació de diverses creus de guerra.
Però una ordre de 7 de gener de 1944 restableix la creu de guerra instituïda el 1939, quedant suspeses totes les altres insígnies.

### Primera Creu de Guerra
Va ser per iniciativa d'Édouard Daladier, president del Consell i ministre de la Guerra, que la Creu de Guerra va ser establerta per un decret llei de 26 de setembre de 1939. Realitzat sobre el mateix model que la de 1914-1918, però amb la data de 1939 escrita al revers, i suspès d'una nova cinta de dues bandes vermelles exteriors que emmarquen quatre bandes verdes separades per tres fines franges vermelles.

### Creu de guerra Variant de Vichy i l'Estat francès

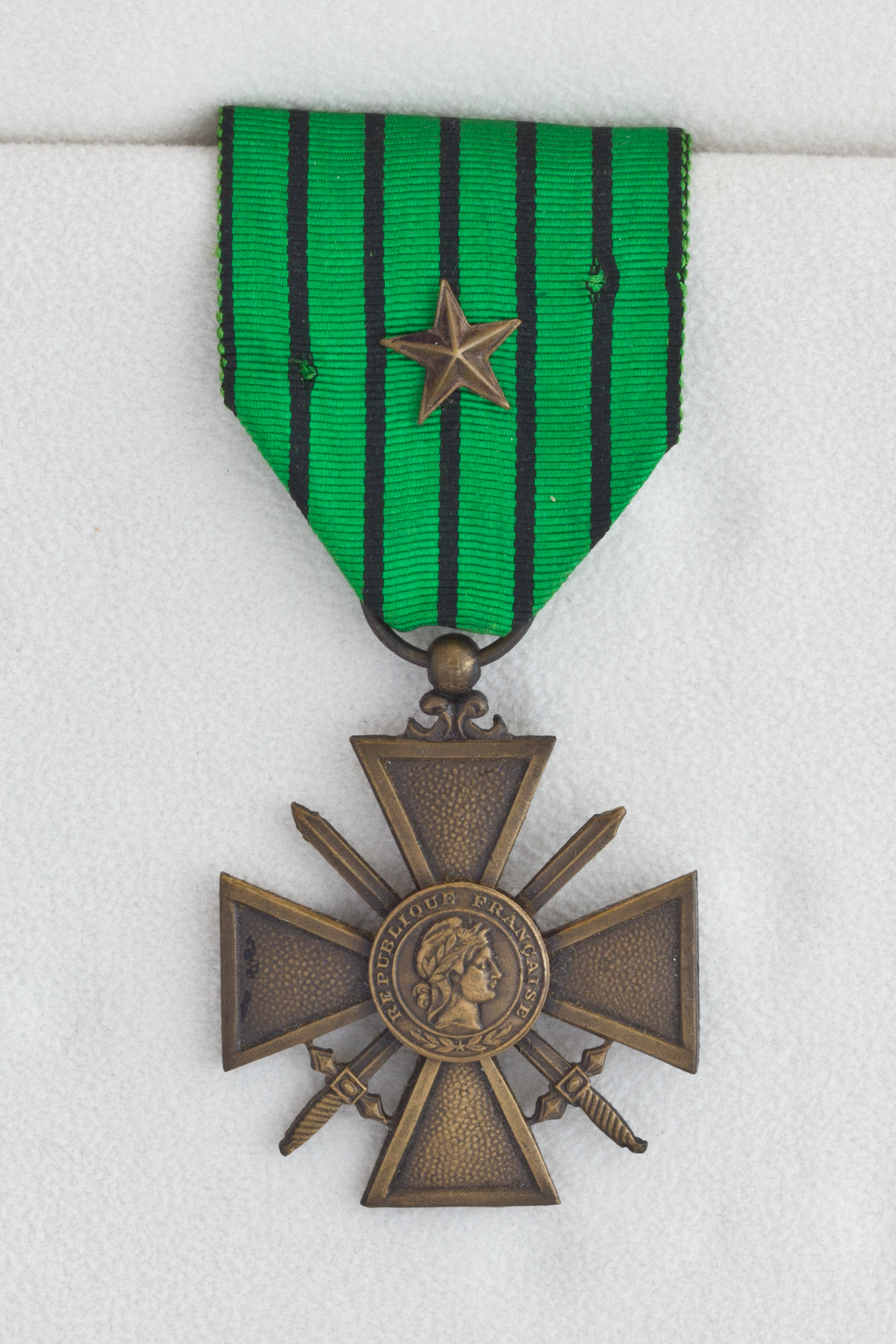
Creu de guerra de Vichy amb estrella de bronze corresponent a una citació a l'ordre de l'exèrcit.

El règim de Vichy decidí pel decret de23 de març de 1941, per eliminar la creu de guerra de 1939 i establir-ne una de nova, concedida als titulars de l'antiga després d'estudiar les seves citacions. La creu es mantingué igual, però marcada al revers amb les dates 1939-1940. La cinta és verda amb set vores negres.
Posteriorment, es creà una cinta gris amb vores blau fosc (encara en nombre de set) L'anvers porta un labris amb diversos detalls i referències: el mànec és un bastó de mariscal amb deu estrelles els ferros de les quals estan gravats segons els colors nacionals de manera centrífuga (franges horitzontals per a les zones blaves i franges verticals per a les zones vermelles; les zones blanques són sòlides) tot superposat a la menció ETAT FRANÇAIS. El revers porta la data 1944 (per confirmar), aquesta variant seria més rara.
Per ordre del Comitè Francès d'Alliberament Nacional (CFLN) de7 de gener de 1944, es prohibí portar aquesta decoració. La creu de guerra creada per als membres de la LVF va ser cancel·lada per decret del govern provisional de la República Francesa (GPRF) de28 d'octubre de 1944.

### Creu de Guerra "Giraud"
A Alger, el general Giraud, per decisió del 16 de març de 1943, tornà en vigor la creu de guerra amb la cinta de 1914-1918, amb la inscripció 1943 al revers i dues banderes creuades a l'anvers en substitució de l'efígie de la República.

### Creu de guerra “França lliure”
EL30 de setembre de 1942, per decret n° 514 del general de Gaulle, líder de la França Lliure, es creà una citació a l'ordre de les Forces Francesos Lliures (FFL) donant dret al port de la creu de guerra amb una palma vermella. L'ordre de 7 de gener de 1944 definí les modalitats que diferencien aquest creuament de l'anterior.

## Receptors
A més dels combatents i no combatents condecorats per actes de guerra, un cert nombre de citacions s'atorguen col·lectivament a regiments, vaixells de guerra, a 1.548 ciutats (entre 1948 i 1949) o 209 municipis condecorats amb les dues creus de guerra.
No obstant això, tenint en compte els fets de l'època (ocupació, deportació), la Creu de Guerra 1939-1945 es continua atorgant en l'actualitat.
L'Associació Nacional de Creus de Guerra i Valor Militar, fundada el 1919pel vicealmirall Émile Guépratte també reuneix tots els soldats de tots els graus, ciutats, unitats militars dels tres exèrcits i institucions civils, condecorades amb la Creu de Guerra 1939-1945.

## Cerimònia de lliurament
El lliurament de la Creu de Guerra no va acompanyat de cap cerimònia obligatòria. N'hi ha prou amb aportar a l'interessat un extracte de l'ordre que el cita per establir els seus drets a l'ús d'aquesta distinció.
El procediment oficial:
- en primer lloc, un acte escrit oficial a petició del comandant del cos del regiment al qual pertanyen l'oficial, el suboficial i el soldat sobre el seu acte de valentia que dona dret a una citació i després a l'atorgament d'una medalla (creu de la Legió d'Honor, medalla militar, creu de guerra, creu de valor militar, etc.);
- en segon lloc, la sol·licitud ha d'anar davant una comissió encarregada de la concessió dels premis. Aquesta comissió està presidida per un alt funcionari recolzat per altres funcionaris;
- en tercer lloc, la petició s'enviarà per informe al ministre de la Guerra (que esdevingué ministre de Defensa, després ministre de les Forces Armades) que opinarà;
- en quart lloc, es publicarà un extracte del decret per prendre rang de... al diari oficial (només les citacions que atorguen la presentació de la Legió d'Honor o la medalla militar) en cas contrari no es publiquen al Butlletí Oficial . Estan arxivats a les oficines de l'arxiu militar de Pau;
- cinquè, la persona interessada pot portar la seva decoració.

Les citacions a l'Ordre de l'Exèrcit les atorga exclusivament el ministre de Defensa. Les relacionades amb altres nivells que van des del cos d'exèrcit fins al regiment són competència exclusiva del general, cap d'estat major dels exèrcits. No sempre va ser així: per exemple, durant la Primera Guerra Mundial, les citacions de l'exèrcit eren concedides exclusivament per un general de l'exèrcit. Per a les citacions a l'ordre del cos d'exèrcit, eren adjudicades exclusivament per un general de cos , etc.

## Disseny

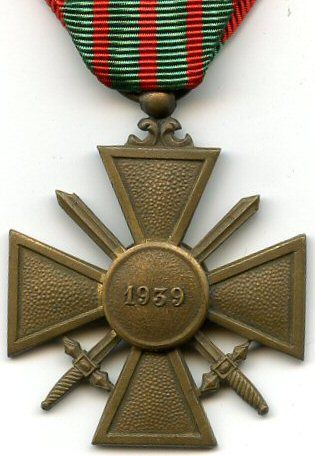
Revers

- Medalla: en bronze florentí amb quatre branques amb dues espases creuades. El centre representa, a l'anvers, l'efígie de la República amb gorra frígia, decorada amb llorers amb la inscripció Republique Française ("REPÚBLICA FRANCESA"). Al revers, les dates “1939” o “1939-1945”.
- Cinta: vermella, compartida per quatre bandes verdes, separades entre si i disposades de manera que quedin tres bandes vermelles interiors.
- Citacions[4] · :[5] idèntiques a les de 1914-1918 .

Estrelles
 bronze: citació a l'ordre del regiment o a l'ordre de la brigada
 plata: citació a l'ordre de la divisió
 or: citació a l'ordre del cos d'exèrcit
Palmes
 bronze: citació a l'ordre de l'exèrcit
 plata: representa cinc citacions a l'ordre de l'exèrcit
 or: citació a l'ordre de les Forces Francesos Lliures (FFL) o a l'ordre de la Nació